# Jawaharnagar
Jawaharnagar es una ciudad censal situada en el distrito de Medchal Malkajgiri  en el estado de Telangana (India). Su población es de 44562 habitantes (2011). Forma parte del área metropolitana de Hyderabad.

## Demografía
Según el censo de 2011 la población de Jawaharnagar era de 44562 habitantes, de los cuales 22728 eran hombres y 21834 eran mujeres. Jawaharnagar tiene una tasa media de alfabetización del 74,92%, superior a la media estatal del 67,02%: la alfabetización masculina es del 80,85%, y la alfabetización femenina del 68,79%.